# 合肥オリンピック・スポーツセンター・スタジアム
合肥オリンピック・スポーツセンター・スタジアム(がっぴ-、中: 合肥奥林匹克体育中心体育场)は、中国安徽省合肥市にある多目的スタジアム。
収容人数は60,000人、総敷地面積は347,000平方メートル。陸上トラックとサッカー場を完備した陸上競技場の他、テニス場、プール、屋内競技用の体育館を完備する。

## スタジアム
スタジアムは60,000人収容で、サッカー、陸上競技などに対応。中国サッカー・甲級リーグに所属する安徽九方のホームスタジアムでもある。

## 体育館
体育館は最大8,000人収容。

## 水泳場
水泳場は世界水連認定のプールで最大3,000人収容。